# NGC 4196

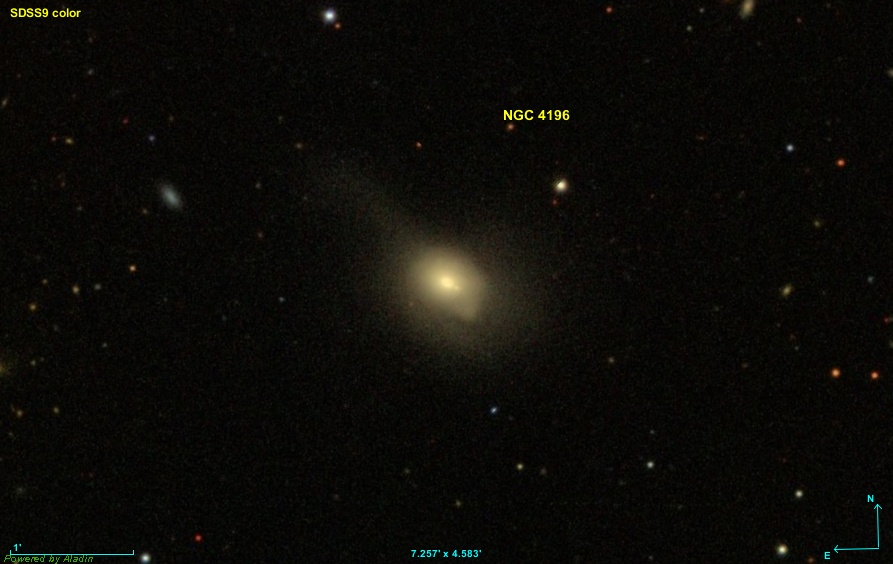

NGC 4196は、かみのけ座にあるハッブル分類でS0に当てはまるとみられるレンズ状銀河である。 天の川銀河からは約1億7,700万光年離れていると推測されている。
この天体は、1785年4月11日にウィリアム・ハーシェルによって発見された。